# Euastrum trigibberum
Euastrum trigibberum là một loài Song tinh tảo trong họ Desmidiaceae, thuộc chi Euastrum.